# Грипич, Александр Сергеевич
Алекса́ндр Серге́евич Гри́пич (род. 21 сентября 1986, Славянск-на-Кубани, Краснодарский край, СССР) — российский легкоатлет, специализирующийся в прыжке с шестом. Серебряный призёр чемпионата Европы 2015 года в помещении. Чемпион России. Победитель Универсиады 2009 года. Мастер спорта России международного класса.

## Биография
Отец Александра, Сергей Викторович Грипич, ещё с советских времён работает тренером шестовиков в Славянске-на-Кубани. Поэтому будущее Грипича-младшего было во многом предопределено ещё в раннем детстве. Заниматься лёгкой атлетикой Александр начал в 9 лет, а первая большая победа пришла к нему уже в 16. В 2003 году он выиграл прыжок с шестом на Европейском юношеском олимпийском фестивале в Париже с результатом 4,95 м.
После этого, несмотря на прогресс в результатах, Грипичу долго не удавалось пройти внутренний отбор на международные старты. В 2007 году на турнире «Русская зима» ему удался прыжок на 5,65 м, что было на 20 сантиметров лучше его прежнего личного рекорда. В следующий раз на подобный уровень результатов ему удалось выйти лишь спустя 2 года, когда он стал чемпионом Всемирной Универсиады — 2009 (5,60 м) и завоевал первую медаль взрослого чемпионата страны, серебро, с личным рекордом 5,70 м. Продолжить успешный сезон ему удалось на чемпионате мира, где он прибавил к своему достижению 5 сантиметров и занял высокое 5-е место в финале.
Начиная с 2010 года он начинает постоянно попадать в состав сборной на крупнейшие международные старты. Выступать на них получалось с переменным успехом. Александр не прошёл квалификацию чемпионата мира в помещении и чемпионата Европы (где не взял начальную высоту), а на командном первенстве Старого Света стал 6-м, закончив соревнования с результатом 5,40 м и принеся команде 7 очков (в составе сборной стал победителем турнира).
В 2011 году ему не удалось пробиться на чемпионате мира из-за 5-го места на национальном чемпионате. Утешением стало выступление на Универсиаде, где Александр не смог защитить звание чемпиона, но сумел выиграть серебряную медаль с повторением личного рекорда 5,75 м. Ранее он снова помог сборной России выиграть командный чемпионат Европы, заняв 3-е место с результатом 5,60 м.
Третья в его карьере Универсиада на родной земле в Казани в 2013 году успеха не принесла — лишь 5-е место. Неудачным получилось и выступление на другом домашнем турнире сезона, чемпионате мира, где он завершил соревнования в квалификации (5,40 м). 
В 2014 году Александру, наконец, снова удались прыжки на главных соревнованиях. Командный чемпионат Европы закончился для него вторым местом как в индивидуальном зачёте, так и в составе сборной (5,62 м). На основном первенстве континента в Цюрихе он занял пятое место в финале.
Зимний сезон 2015 года стал на данный момент лучшим в карьере Грипича. Он впервые стал чемпионом России, взяв 5,81 м, что стало его личным рекордом. Планка после его прыжка на этой высоте упала, но судья к тому моменту уже поднял белый флаг и попытка была засчитана. Неслучайность этого результата Александр доказал на чемпионате Европы в помещении в Праге. После первой осечки на 5,80 м он пошёл ва-банк и перенёс оставшиеся попытки на 5,85 м, взял эту высоту с первого же раза и выиграл серебряную медаль соревнований, уступив лишь мировому рекордсмену из Франции Рено Лавиллени (6,04 м).

## Основные результаты
| Год  | Турнир                                      | Место проведения         | Место        | Результат |
| ---- | ------------------------------------------- | ------------------------ | ------------ | --------- |
| 2003 | Европейский юношеский олимпийский фестиваль | Париж, Франция           | 1-е          | 4,95 м    |
| 2006 | Чемпионат России в помещении                | Москва, Россия           | 4-е          | 5,40 м    |
| 2006 | Чемпионат России                            | Тула, Россия             | 7-е          | 5,20 м    |
| 2007 | Чемпионат России в помещении                | Волгоград, Россия        | 6-е          | 5,40 м    |
| 2007 | Чемпионат России                            | Тула, Россия             | 9-е          | 5,50 м    |
| 2008 | Чемпионат России                            | Казань, Россия           | 6-е          | 5,40 м    |
| 2009 | Чемпионат России в помещении                | Москва, Россия           | 14-е         | 5,30 м    |
| 2009 | Универсиада                                 | Белград, Сербия          | 1-е          | 5,60 м    |
| 2009 | Чемпионат России                            | Чебоксары, Россия        | 2-е          | 5,70 м    |
| 2009 | Чемпионат мира                              | Берлин, Германия         | 5-е          | 5,75 м    |
| 2010 | Чемпионат России в помещении                | Москва, Россия           | 2-е          | 5,60 м    |
| 2010 | Чемпионат мира в помещении                  | Доха, Катар              | 13-е (квал.) | 5,45 м    |
| 2010 | Командный чемпионат Европы                  | Берген, Норвегия         | 6-е          | 5,40 м    |
| 2010 | Чемпионат России                            | Саранск, Россия          | 2-е          | 5,45 м    |
| 2010 | Чемпионат Европы                            | Барселона, Испания       | — (квал.)    | б/рез.    |
| 2011 | Командный чемпионат Европы                  | Стокгольм, Швеция        | 3-е          | 5,60 м    |
| 2011 | Чемпионат России                            | Чебоксары, Россия        | 5-е          | 5,60 м    |
| 2011 | Универсиада                                 | Шэньчжэнь, Китай         | 2-е          | 5,75 м    |
| 2012 | Чемпионат России в помещении                | Москва, Россия           | 5-е          | 5,47 м    |
| 2013 | Чемпионат России в помещении                | Москва, Россия           | 3-е          | 5,55 м    |
| 2013 | Командный чемпионат Европы                  | Гейтсхед, Великобритания | 7-е          | 5,20 м    |
| 2013 | Универсиада                                 | Казань, Россия           | 5-е          | 5,40 м    |
| 2013 | Чемпионат России                            | Москва, Россия           | 2-е          | 5,60 м    |
| 2013 | Чемпионат мира                              | Москва, Россия           | 24-е (квал.) | 5,40 м    |
| 2014 | Чемпионат России в помещении                | Москва, Россия           | 2-е          | 5,50 м    |
| 2014 | Командный чемпионат Европы                  | Брауншвейг, Германия     | 2-е          | 5,62 м    |
| 2014 | Чемпионат России                            | Казань, Россия           | 4-е          | 5,61 м    |
| 2014 | Чемпионат Европы                            | Цюрих, Швейцария         | 5-е          | 5,65 м    |
| 2015 | Чемпионат России в помещении                | Москва, Россия           | 1-е          | 5,81 м    |
| 2015 | Чемпионат Европы в помещении                | Прага, Чехия             | 2-е          | 5,85 м    |